# Cristina D'Alberto Rocaspana
Cristina D'Alberto Rocaspana (Feltre, 24 agosto 1977) è un'attrice ed ex modella italiana.

## Biografia
Nel 2000 inizia la sua carriera televisiva al fianco di Diego Dalla Palma nel programma Specialmente tu, in onda su TMC; tra il 2000 e il 2001 lavora come modella e ballerina in Carràmba che fortuna, condotto da Raffaella Carrà; nel 2003 è una delle "ereditiere" della prima edizione de L'eredità, il preserale di Rai 1, condotto da Amadeus. A questo lavoro televisivo affianca quello nel campo pubblicitario dove è protagonista di numerosi spot, tra cui: Lines, Knorr, Sughi Star, TIM, Birra Peroni, Coca-Cola, Mon Cheri ecc.
Dopo aver preso lezioni private di dizione e recitazione con Mario Grosso, nel 2005 frequenta un corso presso la Scuola di Recitazione Jenny Tamburi. Nel 2004 è tra i protagonisti del film Promessa d'amore, regia di Ugo Fabrizio Giordani. In seguito partecipa in ruoli secondari alle fiction Incantesimo 8 e Carabinieri 5. Nel 2006 entra a far parte del cast principale nella soap opera di Canale 5, Vivere in cui interpreta il ruolo della ricercatrice Flavia Draghi. Nel 2009 entra nel cast fisso della soap opera di Rai 3 Un posto al sole, dove interpreta il ruolo di Greta Fournier fino al 2014. Il 18 maggio 2015 inizia la conduzione del programma A casa nostra, su Agon Channel.

## Teatro
- Anche l'occhio vuole la sua parte, regia di Maurizio Casagrande (2012)

## Filmografia

### Cinema
- Promessa d'amore, regia di Ugo Fabrizio Giordani (2004)
- Leoni, regia di Pietro Parolin (2014)

### Televisione
- Incantesimo 8, regia di Ruggero Deodato e Tomaso Sherman - serie TV - Rai 2 (2005-2006)
- Carabinieri 5, regia di Sergio Martino - serie TV - Canale 5 (2006)
- Vivere, registi vari - soap opera - Canale 5 (2006-2007)
- Distretto di Polizia 8, regia di Alessandro Capone - serie TV - Canale 5, episodio 8x18 (2008)
- Un posto al sole - soap opera - Rai 3 (2009-2015)

## Programmi TV
- Specialmente tu (TMC, 2000)
- Carràmba che fortuna (Rai 1, 2000-2001)
- La grande occasione (Rai 3, 2001)
- L'eredità (Rai 1, 2003)
- A casa nostra (Agon Channel, 2015)

## Riconoscimenti
- Premio per personalità Europea (2008)